# Die verdammten Toscaner
Die verdammten Toscaner ist ein Dokumentarfilm des DEFA-Studios für Kurzfilme von Karl Gass aus dem Jahr 1976.

## Handlung
Mit herrlichen Farbaufnahmen werden dem Zuschauer auf einer Rundreise verschiedene Orte der italienischen Küstenregion Toskana vorgestellt. Es beginnt mit der Hauptstadt Florenz, die durch Michelangelo und Leonardo da Vinci geprägt wurde, durch die der Arno fließt und wo Dante zu Hause war. Es folgen Bilder aus Pisa mit dem berühmten Schiefen Turm und dem Dom. In Siena findet auf dem Piazza del Campo ein historisches Pferderennen statt, das seit Monaten von der Bevölkerung und den Stadtvätern vorbereitet wurde. Der festliche Einzug der Beteiligten, bei dem auch Fahnenschwinger ihr Können zeigen, dauert etwa drei Stunden, während das Rennen selbst keine zwei Minuten dauert. Nebenbei erfährt man, dass bei den Kommunalwahlen 1975 die Kommunisten 56 % und die Sozialisten 9 % der Stimmen erhalten haben. Leider werden die Abgeordneten nicht alle ihre Vorhaben umsetzen können. Viele behaupten, Siena wäre die am schönsten erhaltene Stadt der Welt, mit dem am besten erhaltenen Stadtkern aus dem Mittelalter, was durch die Kamera bewiesen werden soll. Ein alter Spruch aber auch, dass in der Toscana die Türme der Rathäuser höher sind, als die der Kirchen. 
Ein neuer toskanischer Spruch sagt: Die Faschisten haben hier keine Chance, die Toscana ist Rot! Einen größeren Anteil an dem Film nimmt ein Bericht über den Steinbruch von Carrara in Anspruch, wo der berühmte Carrara-Marmor in den apuanischen Alpen abgebaut wird. Während ein LKW einen 40 Tonnen-Block aus dem Steinbruch fährt, zeigen weitere Aufnahmen, wie die großen Blöcke mit Drähten aus dem Berg gesägt werden. Unter den älteren Arbeitern gibt es kaum jemanden, der im Zweiten Weltkrieg nicht in diesen Bergen bei den Partisanen gekämpft hat. Ein Arbeiter erzählt, dass er zum Wehrdienst einberufen werden sollte und es vorzog, lieber für seine Heimat zu kämpfen, als irgendwo in Europa als Soldat für die Faschisten zu sterben. Ein Bildhauer blickt zurück und erzählt, wie sie nach dem Vertreiben der deutschen Wehrmacht deren Stellungen besetzt haben, weshalb die Amerikaner keinen einzigen Schuss bei der Besetzung Norditaliens abgeben mussten, denn es waren keine Gegner mehr da. In Carrara befinden sich heute mehrere Gedenkstätten, die den Frauen im Widerstand gewidmet sind. Auch heute stehen sie wieder im Kampf, diesmal gegen die Ausbeutung, deren verschärfte Form die Heimarbeit ist. Gezeigt wird eine Familie, die im Wechsel von jeweils zwölf Stunden an den Webautomaten in ihrer Garage arbeitet. Aber auch das Gegenteil wird gezeigt: In Pisa gibt es eine Genossenschaft der Glasbläser, in der es keine Ausbeutung gibt, da der Betrieb allen gehört und Probleme mit Hilfe der Gewerkschaft geklärt werden können. Die ehemaligen Unternehmer hatten den Betrieb vor zwanzig Jahren aufgegeben, der dann von der Cooperative übernommen wurde. Heute hat der Betrieb 162 Mitglieder und sucht dringend Nachwuchs für den schweren, aber auch künstlerischen Beruf.
Eine weitere Alternative im sozialen Bereich, sind die Kindergärten. Im Normalfall werden sie in der Toscana von der Kirche betrieben. In Prato gibt es nun einen kommunalen Kindergarten, das Essen für die Kinder hier sowie auch in den Schulen, wird in einer zentralen Küche zubereitet und ist für die Kinder kostenlos. Das ist möglich, da in Prato eine linke Mehrheit regiert. Und eine weitere Alternative in der Toscana sind die Ferienlager für die Arbeiterkinder aus Prato. Hier wurde mit der Praxis der privaten sowie kirchlichen Einrichtungen gebrochen und die Kinder fühlen sich wohl. Weiter geht es nach Lucca, der Stadt der Kirchen. Hier befindet sich der einzige weiße Fleck in der Toscana, denn hier haben die Christdemokraten im Stadtparlament das Sagen. Das nächste Ziel ist die Stadt Livorno, die Stadt der Werften. Das Stadtviertel San Venecia wurde nach dem Vorbild Venedigs erbaut, hier befindet sich der Hafen, in dem die Fischer ihren kargen Fang an Land bringen. Ein weiteres Viertel, welches ebenfalls durch Venedig angeregt wurde, ist das Viertel San Marco, ein Arbeiterviertel in einer Arbeiterstadt. Hier befindet sich das Teatro San Marco, in dem 1921 die Kommunistische Partei Italiens gegründet wurde. Heute gehört den Linken in der Stadt die absolute Mehrheit in der Verwaltung, besonders nach den Wahlen von 1975. In der Kneipe La Lupa (Zum Wolf) treffen sich um die Mittagszeit viele Fernfahrer, Familien und Genossen. Hier ist das Essen noch schmackhaft und preiswert, aber es wird auch viel über Politik diskutiert. Deshalb kommen auch oft der Stadtteilsekretär der Kommunistischen Partei und der Wohngebietsvorsitzende hierher, da sie direkt auf die Sorgen der Arbeiter reagieren können. Die beiden Genossen treffen sich auch mit dem örtlichen Pfarrer zu Gesprächen. Dieser fordert zum Beispiel die Trennung von Kirche und der Partei der Christdemokraten, vor allem zum Vorteil der Zukunft des Glaubens.
Nächste Stadt auf dieser Reise ist Piombino, dessen Stahlwerker den Ort, der gegenüber der Insel Elba liegt, als ersten der Toscana von den Faschisten befreit haben. Auch heute noch gehört der Kampf gegen den Faschismus, der Italien erneut bedroht, zu ihrer Hauptaufgabe. Obwohl in der Stadt noch viel Armut herrscht, wird die rote Stadtregierung nicht die Mittel haben, die Wohnverhältnisse zu verbessern und die Mieten zu senken. Ein Anfang wird gemacht mit der Wiedereinrichtung der Casa del Popolo (Häuser des Volkes), die bereits im 19. Jahrhundert entstanden und von den Faschisten zweckentfremdet und zerstört wurden. Jetzt stehen diese Einrichtungen zum Teil wieder mit ihren Schwimmbädern, Kinos, Theatern, Sporthallen und Büchereien der Bevölkerung zur Verfügung. Zum Schluss des Films geht es noch einmal zurück nach Florenz, Die Stadt ist Schauplatz eines Generalstreiks, die Arbeiter demonstrieren mit roten Fahnen und Transparenten, es geht vor allem um die Erhaltung der Arbeitsplätze und die Beteiligung der Arbeiterklasse an der Regierung.

## Produktion
Dieser Dokumentarfilm wurde von der Künstlerischen Arbeitsgruppe Effekt des DEFA-Studios für Kurzfilme auf ORWO-Color unter dem Titel Die grüne, rote, weiße Toscana für das Fernsehen der DDR gedreht und am 16. April 1975 ausgestrahlt. Da er jedoch mit knapp 50 Minuten für einen Lichtspieleinsatz als Vorfilm zu lang geraten war, wurde er auf eine Länge von 30 Minuten reduziert und erhielt den Titel Die verdammten Toscaner. Die Premiere fand am 8. März 1976 statt. Die verwendeten Fotos stammen von Thomas Billhardt.

## Auszeichnungen
- 1976: VIII. Internationales Kurzfilmfestival Kraków: Anerkennungsdiplom[2]